# The Spy Who Came in from the Cold
The Spy Who Came in from the Cold is een Britse zwart-wit thriller-dramafilm uit 1965 onder regie van Martin Ritt. Het verhaal hiervan is gebaseerd op dat uit de gelijknamige Koude Oorlog-roman uit 1963 van John le Carré. De film werd genomineerd voor de Oscars voor beste hoofdrolspeler (Richard Burton) en beste art direction. De productie won onder meer de Golden Globe voor beste acteur in een bijrol (Oskar Werner) en de BAFTA Award voor beste Britse film, beste Britse cinematografie, beste Britse art direction en beste Britse acteur (Burton, tevens voor zijn spel in Who's Afraid of Virginia Woolf?). Voor de film werden onder meer opnames gemaakt in Noordwijk aan de Koningin Astrid Boulevard.

## Verhaal
Spion Alec Leamas is in de jaren 50 gestationeerd in de DDR. Hij ziet weinig heil meer in zijn carrière. Om een verantwoordelijke van de Oost-Duitse contraspionage ten val te brengen moet hij zich voordoen als een alcoholicus en vindt hij werk in een bibliotheek.

## Rolverdeling
| Acteur          | Personage         |
| --------------- | ----------------- |
| Richard Burton  | Alec Leamas       |
| Claire Bloom    | Nan Perry         |
| Oskar Werner    | Fiedler           |
| Sam Wanamaker   | Peters            |
| Rupert Davies   | George Smiley     |
| Peter van Eyck  | Hans-Dieter Mundt |
| Michael Hordern | Ashe              |
| Robert Hardy    | Dick Carlton      |
| Bernard Lee     | Patmore           |
| Anne Blake      | Miss Crail        |
| Richard Marner  | Vopo Captain      |